# Müllgebühr (Deutschland)

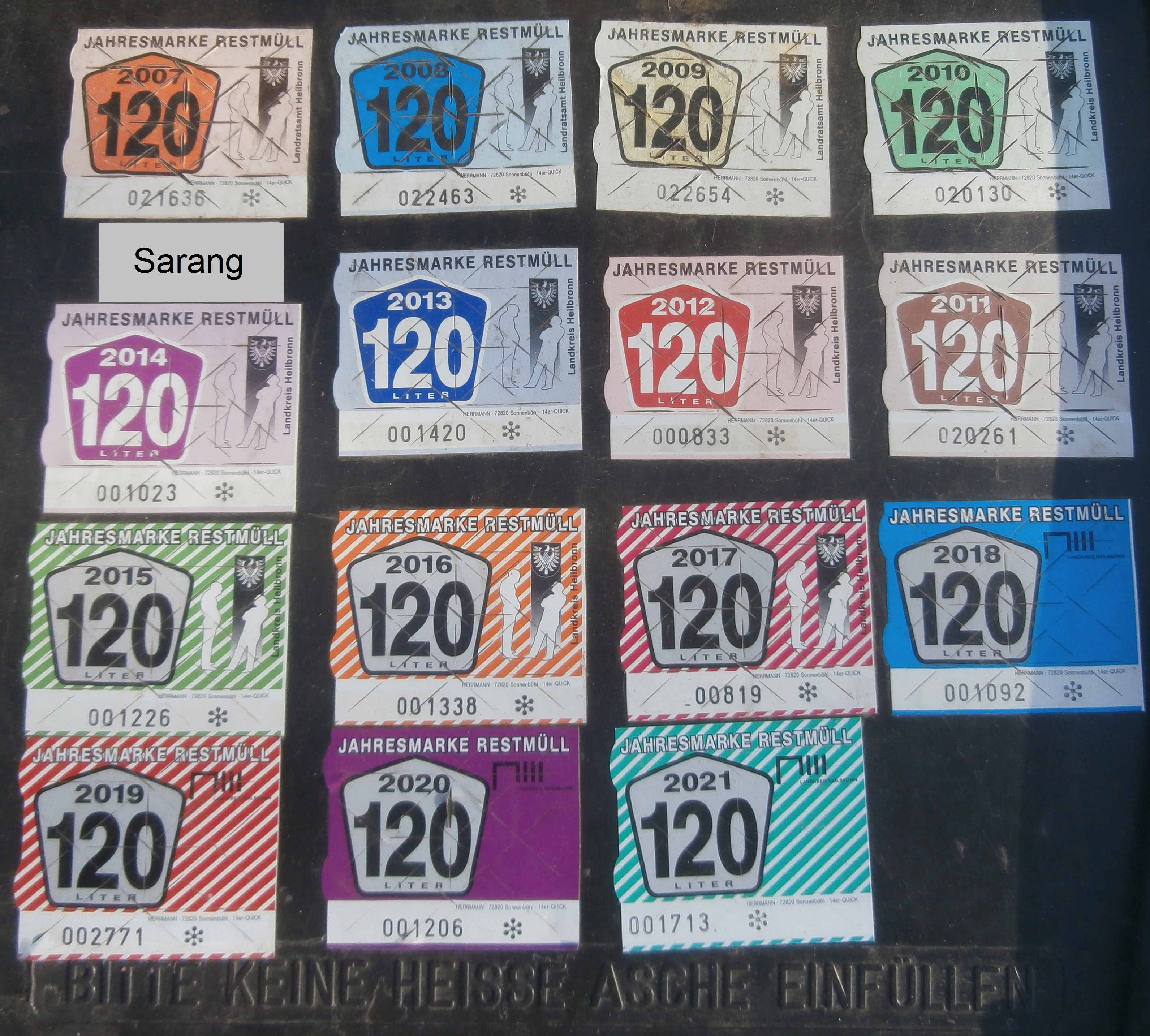
Entrichtete Abfallgebühren werden oftmals durch Marken an der Tonne dokumentiert.

Die Müllgebühr ist das Entgelt für die Abfallentsorgung. Die Müllbeseitigung ist rechtlich eine kommunale Aufgabe.
Dafür wird die Gebühr durch Satzung von der Kommune festgelegt werden, unabhängig davon ob die Müllbeseitung durch ein kommunales Entsorgungsunternehmen (Eigenbetrieb) oder ein privates erfolgt. Sie unterliegt damit dem Äquivalenzprinzip.
Aufgrund von Anschluss- und Benutzungszwang ist jeder Grundstückseigentümer in Deutschland grundsätzlich gebührenpflichtig. Bei vermieteten Immobilien werden die Müllgebühren im Rahmen der Betriebskosten auf den Mieter umgelegt.
Die Müllgebühren werden meist gestaffelt nach Anzahl und Größe der Mülltonne, nach Art des Mülls (u. a. Restmüll, Altpapier, Sperrmüll) und nach Häufigkeit der Abfahrt (wöchentlich, zweiwöchentlich, monatlich) erhoben.
Der große Unterschied der Gebühren in den einzelnen Kommunen führt zu Untersuchungen des Bundeskartellamts.

## Belege
1. ↑  Bürger zahlen für Müllabfuhr Tausende Euro zu viel, auf spiegel.de
2. ↑  Das Kartellamt durchleuchtet die Müllgebühren, auf faz.net.